# Achhnera
Achhnera är en ort i Indien.   Den ligger i distriktet Agra och delstaten Uttar Pradesh, i den centrala delen av landet, 170 km söder om huvudstaden New Delhi. Achhnera ligger 176 meter över havet och antalet invånare är 20 532.
Terrängen runt Achhnera är mycket platt. Runt Achhnera är det mycket tätbefolkat, med 1 095 invånare per kvadratkilometer. Närmaste större samhälle är Fatehpur Sikri, 13,4 km sydväst om Achhnera. Trakten runt Achhnera består till största delen av jordbruksmark.